# Церква святого Василія Великого (Мужилів)
Церква святого Василія Великого в Мужилові — парафія і храм греко-католицької громади Підгаєцького деканату Бучацької єпархії Української греко-католицької церкви в селі Мужилів Тернопільського району Тернопільської области. Пам'ятка архітектури місцевого значення.

## Історія церкви
Парафія є материнською до парафії церкви Покрови Пресвятої Богородиці у тому ж селі. Перша згадка про православну парафію датується 1447 роком.
У 1620 та 1621 роках татари спалили церкву, дім священника та 38 хат. На місці зруйнованого храму зберігся хрест. У 1703 році церкву відбудували вже греко-католики. Храм мав дві назви: Святого Василія Великого та Воскресіння Христового. Через це парафіяни й досі святкують два празники на рік. Згідно з шематизмом 1718 року, церква належала до УГКЦ і перебувала в її лоні до 1946 року. У 1946–1959 роках парафія і храм належали РПЦ. У 1959 році державна влада закрила храм, використовуючи його як шкільний склад. У 1992 році парафія повернулася в лоно УГКЦ, і того ж року храм було освячено.
У 1999 році парафію відвідав єпископ Михаїл Колтун. У церкві зберігаються мощі святого Василія Великого. При парафії діють братство «Святої Варвари», спільнота «Матері в молитві» та Вівтарна дружина. У власності парафії є проборство. Біля церкви розташовані фігура Матері Божої, хрест та капличка на місці, де стояв спалений у 1621 році храм.

## Парохи
- о. Григорій (1683),
- о. Ярема,
- о. Павло,
- о. Іван Григорович (1718—1740),
- о. Стефан Корнелевич (1742—1759),
- о. Ілля Литвинович (1809—1864),
- о. Софроній Онишкевич (1906),
- о. Іван Барановський (1891—1940),
- о. Петро Барановський (1940—1944),
- о. Роман Гурно (1945—1958),
- о. Михайло Касіян (з 1992).